# Max Nordhausen
Max Nordhausen (* 2. April 1876 in Berlin; † 2. August 1963) war ein deutscher Botaniker an der Universität Marburg.
1897 promovierte er an der Universität Berlin, 1902 folgte die Habilitation an der Universität Kiel. 1914 wurde er zum ao. Professor nach Marburg (Lahn) berufen, dort 1921 ordentlicher Professor und 1944 emeritiert. Nordhausen unterzeichnete 1914 die Erklärung der Hochschullehrer des Deutschen Reiches und im November 1933 das Bekenntnis der deutschen Professoren zu Adolf Hitler.

## Schriften
- Zur Kenntnis der Wachstumsvorgänge im Verdickungsringe der Dikotylen, Stuttgart 1897 (= Berliner Dissertation)
- Untersuchungen über Asymmetrie von Laubblättern höherer Pflanzen nebst Bemerkungen zur Anisophyllie, Leipzig 1902
- Morphologie und Organographie der Pflanzen, Göschen, Berlin 1911